# Вебер, Марианна
Мариа́нна Ве́бер (нем. Marianne Weber, урожденная Марианна Шнитгер; 2 августа 1870, Эрлингхаузен, Липпе-Детмольд, Северогерманский Союз —  12 марта 1954, Гейдельберг, ФРГ) — немецкий социолог, борец за права женщин, жена Макса Вебера.

## Биография

### Детство, 1870—1893 гг.
Марианна Шнитгер родилась 2 августа 1870 года в Эрлингхаузене в семье врача Эдуарда Шнитгера и его жены Анны Вебер, дочери известного предпринимателя из Эрлингхаузена Карла Вебера. В 1873 году после смерти матери она переезжает в Лемго, где живет со своей бабушкой и тетей последующие четырнадцать лет. В этот период времени у её двух братьев и отца возникают проблемы со здоровьем и их помещают в соответствующее лечебное учреждение (они сошли с ума). Когда Марианне исполнилось 16, Карл Вебер отправил ее в престижные учебные заведения в Лемго и Ганновере, которые она окончила в 19 лет. После смерти бабушки в 1889 году она несколько лет жила с сестрой своей матери Альвин в Эрлингхаузене.
В 1891 году Марианна начала проводить время с Шарлоттенбургскими Веберами, Максом-младшим и, в частности, с его матерью Хелен. Она очень сблизилась с Хелен, о которой она говорила как о человеке, «который не понимает насколько он красив и полон внутри». В 1893 году она и Макс Вебер поженились в Эрлингхаузене и переехали в Берлин.

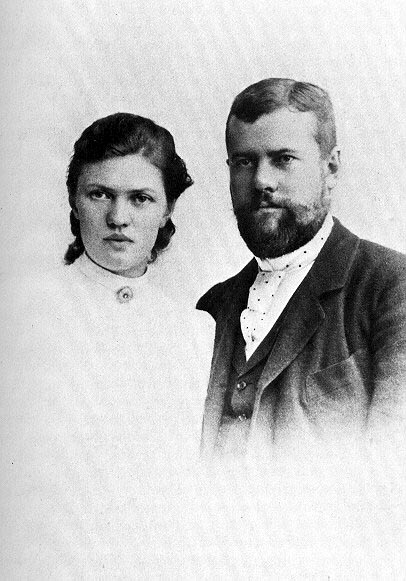
Марианна и Макс Вебер, 1894 г.

### 1893—1920 гг.
В течение первых нескольких лет брака Макс преподавал в Берлине, а затем, в 1894 году, в Гейдельбергском университете. Марианна после переезда во Фрайбург в 1894 году училась у ведущего философа-неокантианца Генриха Риккерта. В 1895 году она услышала выступление феминисток на политическом конгрессе и присоединилась к женскому движению. В 1896 году в Гейдельберге она стала соучредителем общества «распространения феминистской мысли». В 1898 году Максу пришлось пережить сложный психологический период, связанный со смертью его отца, который умер вскоре после того, как случился между ними разговор по поводу жестокого обращения Макса с Хелен. Между 1898 и 1904 годами Макс ушел из общественной жизни: ложился в психиатрические лечебницы и покидал их, сменяя одну за другой, много путешествовал и ушел со своего престижного поста в Гейдельбергском университете. За это время их роли несколько поменялись местами: пока Макс работал над своим психологическим состоянием и отдыхал дома, Марианна посещала политические собрания, иногда задерживаясь до глубокой ночи. В 1900 году она опубликовала свою первую книгу: Fichtes Sozialismus und sein Verhältnis zur Marxschen Doktrin («Социализм Фихте и его связь с марксистской доктриной»).
В 1904 году Веберы отправились в поездку по Америке. В Америке Марианна познакомилась с Джейн Аддамс и Флоренс Келли, убежденными феминистками и активными политическими реформаторами. В том же году Макс снова вернулся к публичной жизни, опубликовав работу «Протестантская этика и дух капитализма». Марианна также продолжала свою деятельность, опубликовав в 1907 году свою знаменитую работу «Ehefrau und Mutter in der Rechtsentwicklung» («Жена и мать в развитии права»).
В 1907 году Карл Вебер умер, оставив достаточно хорошее состояние своей внучке, Марианне, чтобы Веберы могли жить комфортно. В это время Марианна впервые создала свой интеллектуальный салон. В период с 1907 года до начала Первой мировой войны статус Марианны как интеллектуала и ученого повысился, поскольку она опубликовала много прогрессивных трудов для того времени: «Вопрос о разводе» (1909 г.), «Власть и автономия в браке» (1912 г.) и «О браке», «Оценка домашнего труда»(1912), «Женщины и объективная культура» (1913). В это время Веберы представляли собой единый фронт в общественной жизни, Макс защищал свою жену от ее научных недоброжелателей, хотя он и продолжал роман с Эльзой Джаффе, их общим другом.
В 1914 году разразилась Первая мировая война. Пока Макс занимался публикацией своего многотомного исследования религии, чтением лекций, организацией военных госпиталей, выступал советником на мирных переговорах и баллотировался в новую Веймарскую республику, Марианна опубликовала множество работ, среди которых были: «Новая женщина» (1914), «Идеал брака» (1914), «Война как этическая проблема» (1916), «Изменение типа университетских женщин» (1917), «Силы, формирующие сексуальную жизнь» (1919) и «Женский особый Культурные задачи» (1919).
В 1918 году Марианна Вебер стала членом Немецкой демократической партии и, вскоре после этого, первой женщиной, избранной делегатом в парламент федеральной земли Баден. Также в 1919 году она взяла на себя роль председателя Bund Deutscher Frauenvereine (Лиги немецких женских ассоциаций), которую она занимала до 1923 года. В 1920 году сестра Макса Лили внезапно покончила жизнь самоубийством, и Макс и Марианна усыновили ее четверых детей. Вскоре после этого Макс Вебер заболел пневмонией и внезапно скончался 14 июня 1920 года, оставив Марианну вдовой с четырьмя детьми.

### 1920—1954 гг.
После неожиданной смерти Макса Марианна ушла из общественной жизни, направив свои физические и психологические ресурсы на подготовку к публикации десяти томов сочинений своего мужа. В 1924 году она получила почетную докторскую степень Гейдельбергского университета как за работу по редактированию и публикации работ Макса, так и за собственные труды. Между 1923 и 1926 годами Вебер работала над книгой «Max Weber: Ein Lebensbild» («Макс Вебер: биография»), опубликованной в 1926 году. В том же году она восстановила свой еженедельный салон, продолжила участвовать в публичных выступлениях, на которые собиралось до 5000 слушателей. Марианна продолжала воспитывать детей Лили с помощью близкого круга друзей.

### Марианна Вебер в нацистской Германии
Карьера Вебер как оратора-феминистки внезапно оборвалась в 1935 году, когда Гитлер распустил Лигу ассоциаций немецких женщин. Во времена нацистского режима, до оккупации Германии союзниками в 1945 году, она проводила еженедельные встречи в своем интеллектуальном салоне. В 1945 году она сказала интервьюеру Говарду Беккеру, что «мы ограничились философскими, религиозными и эстетическими темами, сделав нашу критику нацистской системы как бы между строк», хотя критика нацистских зверств постоянно упоминалась в беседах. Вебер продолжала писать и в это время. Были опубликованы такие произведения как Frauen und Liebe («Женщины и любовь») в 1935 году и Erfülltes Leben («Осуществленная жизнь») в 1942 году.
12 марта 1954 года Вебер умерла в Гейдельберге, на территории Западной Германии.

## Работа
В основе социологии Вебер лежала роль женщины в патриархальном обществе. Она писала об опыте немецких женщин заняться трудовой деятельностью, первых попытках выхода на рынок труда, наравне с мужчинами. Такие изменения привели к смене власти и ролей в семье, отстаиванию своих позиций при дискриминации по половому признаку. Созданные мужчинами институты права, религии, истории и экономики, в которых доминируют мужчины, составляли основу для жизни женщин, во многом ущемляя их права. Вебер также считала, что рамки и структуры брака могут быть использованы в качестве примера для всего общества, поскольку брак и судьба женщин «быть замужем» являются центральными в жизни женщин и могут рассматриваться во всем спектре права, религии, истории и экономики. Она признала, что, хотя брак может ограничивать жизнь женщин, он также может служить формой их защиты, ограждая от «жестокой власти мужчин по контракту». Работа Вебер «Жена и мать в развитии права» 1907 года была посвящена анализу института брака. Она пришла к выводу, что брак — это «сложные и продолжающиеся переговоры о власти и близости, в которых деньги, женская работа и сексуальность являются ключевыми вопросами».
Другой темой ее работы было то, что женская занятость может быть использована для «объяснения построения и воспроизводства социальной личности и социального мира». Человеческий труд создает культурные продукты, варьирующиеся от небольших повседневных ценностей, таких как чистота и честность, до более крупных и абстрактных явлений, таких как философия и язык. Между этими двумя крайностями лежит обширная неизведанная территория, называемая «срединной частью непосредственной повседневной жизни», в которой женщины, как опекуны, воспитывающие детей и выполняющие обычные обязанности хозяйственные субъекты семьи, играют большую роль. Она считала, что постоянная борьба между духовным и животным делает людей людьми, и что конфликт между природным и моральным, а не кризис, который необходимо разрешить, составляет основу человеческого достоинства. Эта «тысячелетняя борьба людей за подчинение инстинктивной жизни господству морально свободной человеческой воли» является культурным продуктом, за производство которого, в значительной степени, ответственны женщины. Марианна Вебер осознавала, что такие различия, как класс, образование, возраст и базовые идеологии, имеют огромное влияние на повседневную жизнь женщин. Она увидела, что существуют сильное различие не только между сельскими и городскими женщинами, но и между разными типами сельских женщин и разными типами городских женщин. Городские женщины, к которым относила себя и Вебер, отличались наличием своих собственных занятий, а не только полностью посвящали себя мужу и семье. Среди современных занятых женщин начала формироваться и элита, родом занятий которых стала научная, художественная и писательская деятельность и прочие.

### Георг Зиммель и Марианна Вебер
Коллегой и научным соратником Макса Вебера был Георг Зиммель, с которым сотрудничала также и Марианна Вебер. Их влияние на Франкфуртскую школу часто обсуждалось в научном сообществе. Несмотря на более чем 20-и летнюю дружбу, в которой Макс и Георг часто общались как лично, так и с помощью писем, Вебер написала критический ответ на эссе Зиммеля 1911 года «Относительное и абсолютное в проблеме полов», в котором она критиковала его концепцию «гендерных отношений». Оба социолога занимались «женским вопросом» и «взаимосвязью между гендерными способами индивидуации, социальной дифференциацией и гендерными различиями».

## Публикации
- «Профессия и брак» (1906)/«Occupation and Marriage»
- «Жена и мать в развитии права» (1907 г.)[28]/«Wife and Mother in the Development of Law»
- «Власть и автономия» (1912)/«Authority and Autonomy»
- «Об оценке домашнего труда» (1912)/«On The Valuation of Housework»[29].
- «Женщины и объективная культура» (1913)/ «Women and Objective Culture»[30].
- «Женщины, мужчины и человеческая природа: критика Марианны Вебер»/«Women, Men and Human Nature: The Critique by Marianne Weber»
- «Особые культурные задачи женщин» (1919 г.)/«Women’s Special Cultural Tasks»[31].
- Жизнь и творчество Макса Вебера = Max Weber. Ein Lebensbild. / [Пер. с нем. М. И. Левина]. — М. : РОССПЭН, 2007. — 653, [2] с. — (Книга света). ISBN 978-5-8243-0851-8